# Takydromus tachydromoides
Takydromus tachydromoides (довгохвостка японська) — вид ящірок родини ящіркових (Lacertidae). Ендемік Японії.

## Опис

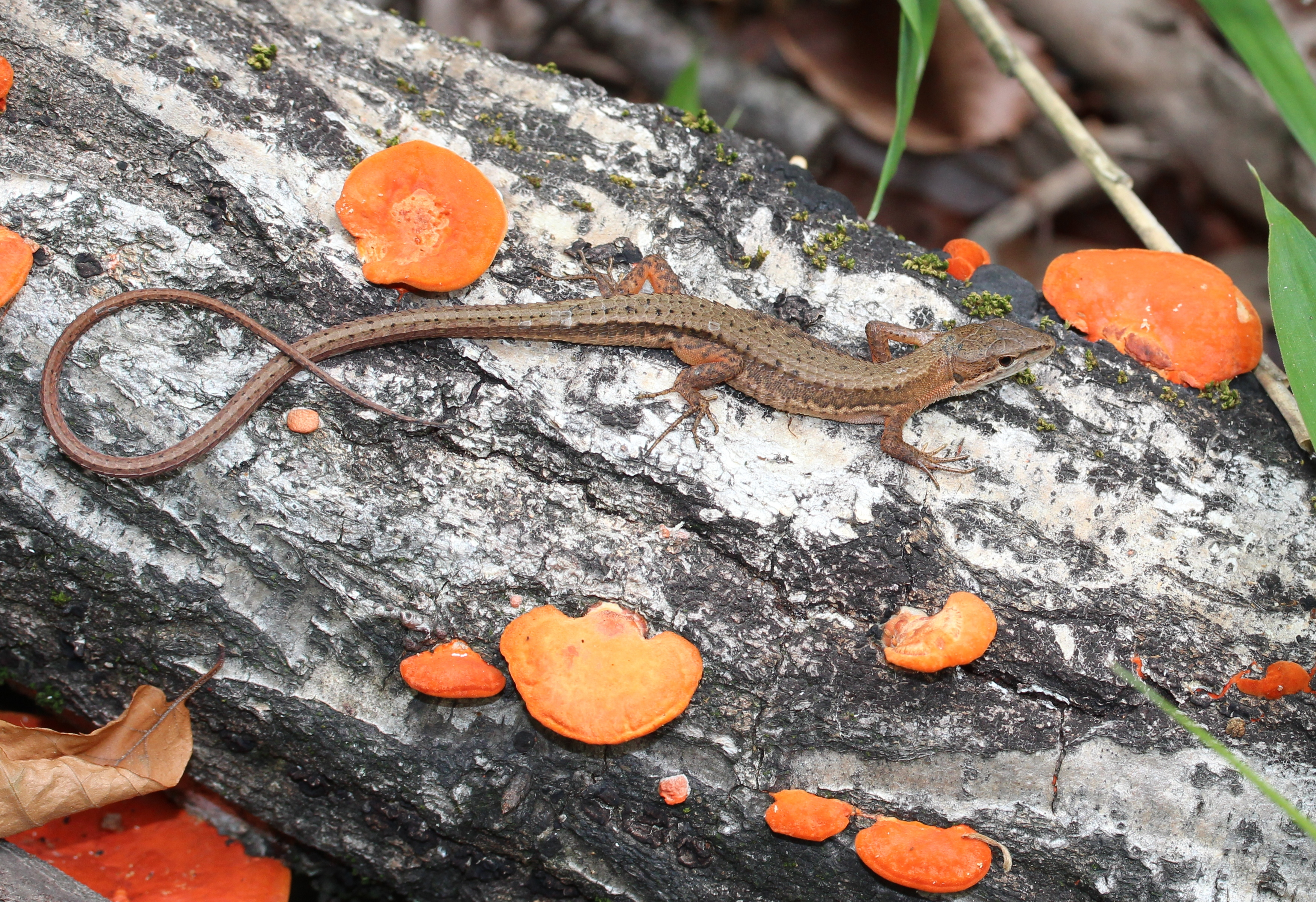
Японська довгохвістка

Японські довгохвостки досягають довжини 20 см, враховуючи хвіст, який вдвічі довший за довжину решти тіла. Вони мають тьмяно-коричневе забарвлення з темно-коричними смугами, що йдуть від очей до хвоста, та зі світлою смугою на нижній частині тіла.

## Поширення і екологія
Японські довгохвостки мешкають на Хоккайдо, Хонсю, Сікоку і Кюсю, а також на сусідніх островах. Вони живуть на луках і в чагарниках. Живляться комахами і павуками. Відкладають яйця, в кладці від 2 до 6 яєць.